# Archidiocèse de Perth
L'archidiocèse de Perth est une juridiction de l'Église catholique en Australie.